# قنطرة واد سبو
قنطرة واد سبو هي قنطرة تاريخية بناها السلطان العلوي الرشيد بن الشريف بين عامي 1669 و 1670. تقع على واد سبو بالقرب من مدينة فاس بالمغرب.
تفصل بين قرية با محمد بإقليم تاونات وتراب عمالة مولاي يعقوب.

## التاريخ
فِي يَوْم السبت الرَّابِع عشر من ذِي الْقعدَة سنة تسع وَسبعين وَألف، أَمر الْمولى الرشيد بِبِنَاء قنطرة نهر سبو خَارج فاس، فَأخذُوا فِي تهيئة الْأَسْبَاب وحفر الأساس، وَفِي منتصف جُمَادَى الثَّانِيَة سنة ثَمَانِينَ وَألف شرعوا فِي الْبناء بالآجر والجير فكملت على أحسن حَال.

## العمارة
بُنيت القنطرة من التربة المدكوكة على واد سيبو، وتتوفر على ثمانية أقواس غير متساوية بطول 150 مترًا. تعتبر القنطرة ذات أهمية إستراتيجية لأنها تربط وتُسهّل التنقلات من فاس إلى شمال البلاد، كما يقاوم الفيضانات من النهر. جذبت هندستها المعمارية انتباه المؤرخين الذين لم يترددوا في مقارنتها بقنطرة قرطبة.

### باللغة الفرنسية
1. ↑  Ben Ahmed Ezziâni 1886، صفحة 21
2. ↑  Gaudio 1982، صفحة 28

### باللغة العربية
1. ↑  "قناطر في الخدمة من عهد الاستعمار..النموذج: قنطرة واد سبو بين قرية با محمد وفاس". www.facepress.ma. مؤرشف من الأصل في 2023-04-10. اطلع عليه بتاريخ 2021-10-15.
2. ↑  أحمد بن خالد الناصري، الاستقصا لأخبار دول المغرب الأقصى، تحقيق: جعفر  الناصري، الدار البيضاء: دار الكتاب، ج. 7، ص. 46، QID:Q120648048 – عبر المكتبة الشاملة

المعلومات الكاملة للمراجع
- Attilio, Gaudio (1982). Fès (بالفرنسية). Nouvelles Editions Latines. p. 312. ISBN:978-2-7233-0159-6. Gaudio1982. Archived from the original on 2021-10-24. {{استشهاد بكتاب}}: الوسيط غير المعروف |sous-titre= تم تجاهله (help)
- « Maulay Errechid », dans Aboulqâsem ben Ahmed Ezziâni (1886). Le Maroc de 1631 à 1812. Publications de l'École des langues orientales vivantes. Paris: Ernest Leroux. ج. XVIII (قالب:2e série). ص. 216. Ben Ahmed Ezziâni1886. مؤرشف من الأصل في 2023-01-27. 2, 12, 15, 16, 17-23 (« Règne de Maulay Errechid ben Echcherif ben Ali »), 24, 26 et 55 {{استشهاد بكتاب}}: الوسيط غير المعروف |langue originale= تم تجاهله (مساعدة)، الوسيط غير المعروف |sous-titre= تم تجاهله (مساعدة)، الوسيط غير المعروف |traducteur= تم تجاهله (مساعدة)، وروابط خارجية في |مؤلف1= (مساعدة)صيانة الاستشهاد: أسماء عددية: قائمة المؤلفين (link)